# Napalm Market
Napalm Market es una demo de Lordi creada en el año 1993. La demo incluye la pista I Would Do It All For You, que se registró en el año 2002 como Would You Love a Monsterman?.
Tomi Putaansuu tocaba los solos de guitarra y la batería puesto que la banda como Lordi en sí aún no existía, era tan solo un mero proyecto. Putaansuu mandó la demo a la revista Soundi y a la revista Rumba para que la evaluasen. Ambas revistas le mandaron los comentarios impresos, y la respuesta fue un tanto desoladora: "No es muy original, y las canciones no tienen mucha imaginación". Putaansuu sin embargo contestó: "los periódicos son peores que el olor de la mierda, no pienso volveros a enviar nada más". En 1996, Putaansuu se reunió con Kiss en un concierto, lo cual le ayudaría a dar un paso adelante.
La portada del "napalm" muestra a mujeres empacando sus sandías para cargarlas. El texto que aparece en el logotipo del mercado es "Napa", solo que Putaansuu añadió las letras L y M.

## Lista de canciones
1. Inferno (04:51)[2]
2. I Would Do it All For You
3. Interball México
4. Anti-bohemian
5. Saga